# Apterograeffea reunionensis
Apterograeffea reunionensis är en insektsart som beskrevs av Nicolas Cliquennois och Brock 2002. Apterograeffea reunionensis ingår i släktet Apterograeffea och familjen Phasmatidae. Inga underarter finns listade i Catalogue of Life.

## Bildgalleri

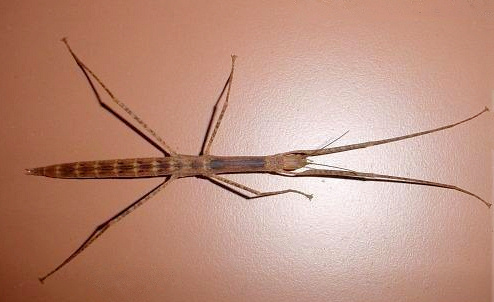
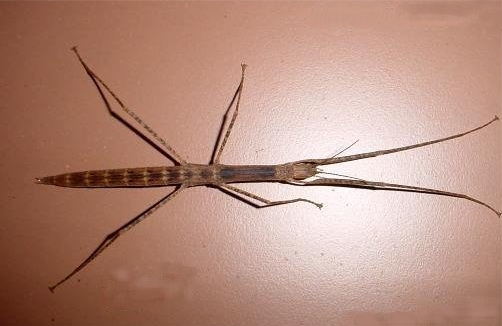